# Chiesa di Sant'Alessandro (Zogno)
La  chiesa di Sant'Alessandro è un luogo di culto cattolico di Spino al Brembo frazione di Zogno della provincia e diocesi di Bergamo.

## Storia
La chiesa ha sicuramente una storia molto antica risulta infatti che avesse già ottenuto l'autonomia nel 1443 dal vescovo Polidoro Foscari, dalla chiesa parrocchiale di San Pellegrino di San Pellegrino Terme.
Il verbale della visita pastorale dell'arcidiocesi di Milano Carlo Borromeo dell'autunno del 1575, conferma che la chiesa era inserita nella pieve della Valle Brembate Superiore, e che vi era la sede della congregazione della Misericordia Maggiore, ma sottomessa alla diocesi di Bergamo. La piccola comunità parrocchiale era autonoma e riusciva a stipendiare direttamente il curato a un costo di 192 lire grazie al contributo delle 98 persone che risultano presenti. Nel 1577 risulta inserita nel “Beneficiorum ecclesiasticorum” come chiesa che doveva rispondere alla chiesa alessandrina di Bergamo, essendo qualificata come "nullius plebis". Nuovamente visitata nel 1658 dal vescovo Gregorio Barbarigo risulta essere amministrata dai vicini della località che ne godevano il giuspatronato, e che faceva capo alla località e chiesa di Santa Croce. Era amministrata dal parroco coadiuvato da un ulteriore prelato. Vi era inoltre la scuola del Santissimo Sacramento che godeva del giuspatronato dell'altare maggiore e la congregazione della Misericordia.

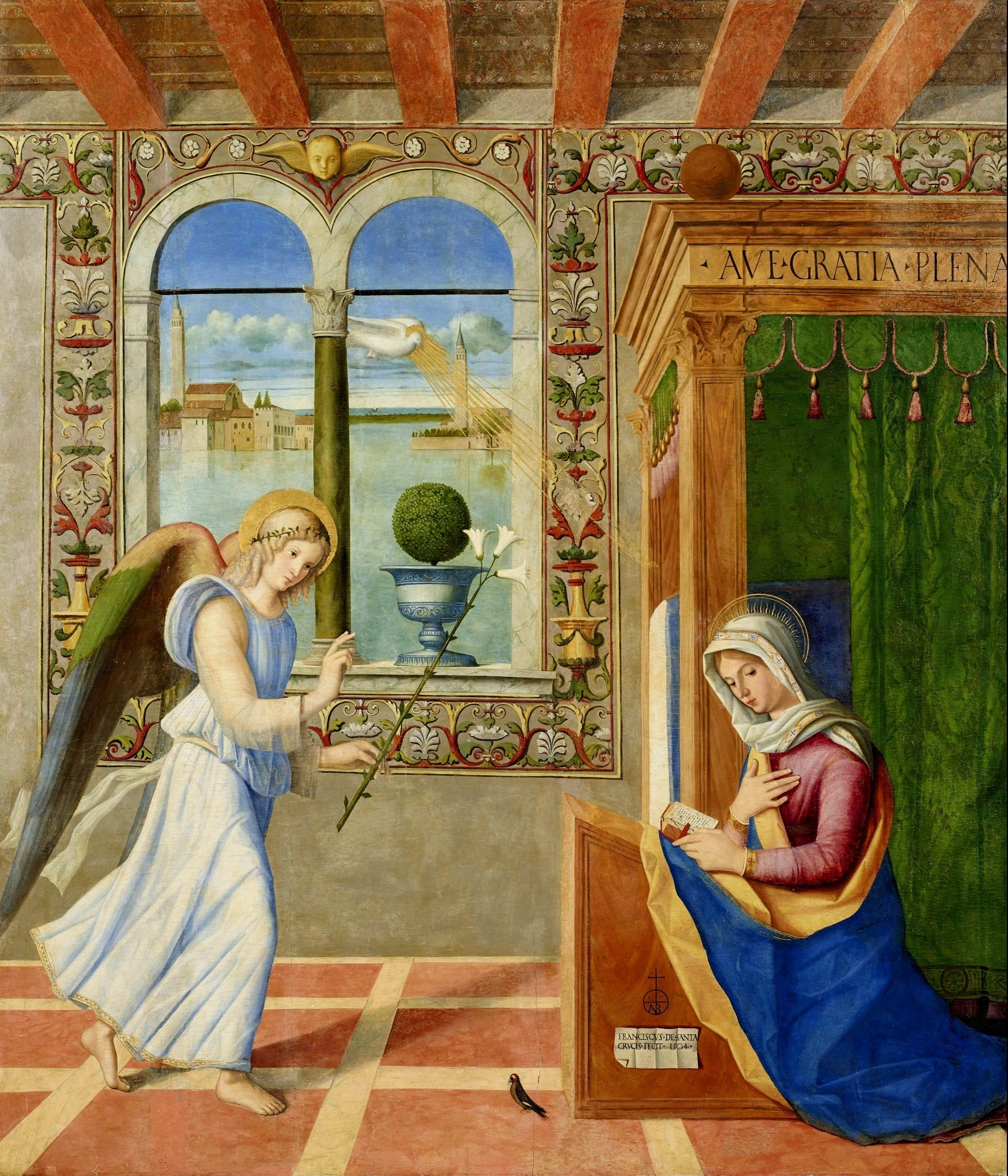
Francesco di Simone da Santacroce Annuciation (1504), Pinacoteca Carrara, Bergamo.

Nel 1504 fu posta la pala lignea dell'Annunciazione opera datata e firmata «FRANCISCVS.DE.SANTA / CRVCIS.FECIT.1504» di Francesco di Simone da Santacroce, venendo poi venduta nel XIX secolo per le necessità economiche conseguenti all'ammodernamento e poi conservata nella galleria dell'Accademia Carrara.
Nel XVII secolo l'edificio fu completamente ricostruito. Venne demolito l'antico portico e le cappelle laterali per creare i nuovi altari. Nella nuova chiesa solo due tracce degli antichi affreschi si sono conservati. Nel documento stilato dal cancelliere Gio Giacomo Marenzi del 1666-1667 risulta che la chiesa era intitolata al santo martire e patrono di Bergamo. Il 15 luglio 1780 il vescovo Giovanni Paolo Dolfin relazionò che l'altare maggiore era amministrato dai sindaci della Scuola del Santissimo Sacramento, vi erano inoltre quella del Rosario che aveva il giuspatronato dell'altare della Beata Vergine Annunciata, e la scuola della dottrina cristiana che gestiva l'altare dedicato a sant'Antonio di Padova.
L'Ottocento vide un nuovo ammodernamento dell'edificio conseguenza dei nuovi canoni architettonici, lavori che richiesero un ventennio, dal 1843 al 1864. La chiesa fu consacrata dal vescovo di Bergamo Giacomo Radini-Tedeschi mantenendo l'intitolazione a sant'Alessandro e facendo dono delle reliquie dei santi Alessandro e Innocenzo che furono inserite nella mensa del nuovo altare maggiore. 
La chiesa faceva parte dapprima della vicaria di Zogno e successivamente di San Giovanni Bianco, per tornare nel 1861 in quella di Zogno e con decreto del 1979 e la creazione dei vicariati locali fa parte del vicariato di Brembilla-Zogno. La parrocchia con decreto del Ministero dell'interno del 20 novembre 1986 è riconosciuta come ente ecclesiastico civilmente riconosciuto, facente parte delle parrocchie della diocesi di Bergamo inserita con la chiesa di Sant'Antonio di Ambria.

## Descrizione

### Esterno
L'edificio di culto è orientato a est secondo la tradizione liturgica ed è anticipato dal sagrato con pavimentazione in ciottoli in pietra. La facciata è divisa in tre sezioni da lesene in mutatura culminanti in capitelli d'ordine ionico, che reggono la trabeazione e terminanti con il timpano triangolare. Centrale vi è il portale con paraste in pietra che reggono la trabeazione completa di gocciolatoio. La parte superiore della facciata ospita un'apertura ad arco semicircolare atto a illuminare l'aula. Lateralmente a sinistra, il porticato ad archi in muratura, corrispondente a destra vi sono i locali dedicati alla sagrestia.

### Interno
L'interno è a navata unica a croce greca con volta a botte mentre la zona del transetto si presenta a tazza circolare. Il cornicione è retto da colonne in stucco finto marmo. A sinistra dell'ingresso vi è il fonte battesimale. Vi sono due cappelle laterali aperte nella zona del transetto, con colonne complete di capitelli corinzi, una dedicata all'annunciazione che ospitava il dipinto dei Santacroce, a sinistra e corrispondente quello dedicato alla Madonna del Santo Rosario, entrambe con volta a botte. 
La zona presbiteriale, rientrante, è anticipata da tre gradini, da una balaustra marmorea e dall'arco trionfale, con volta a tazza circolare. Il coro ospita la copertura a catino ed è absidato.